# Wilson Baker

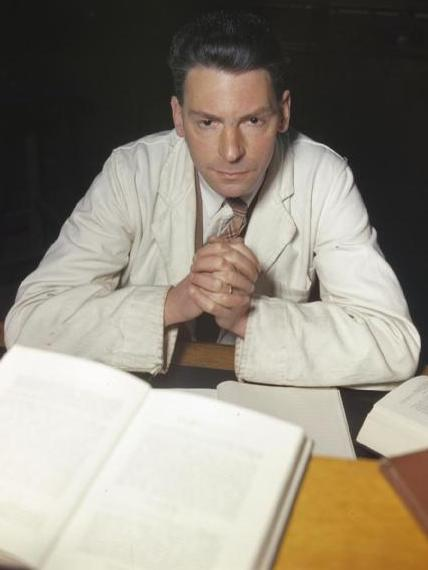
Porträt von Wilson Baker

Wilson Baker (* 24. Januar 1900 in Runcorn; † 3. Juni 2002) war ein britischer Chemiker und Hochschullehrer.

## Leben
Wilson Baker studierte ab 1916 Chemie an der Victoria University of Manchester, wo er 1922 bei Arthur Lapworth mit Forschungsarbeiten zu Arylcyanessigsäuren den Master-Abschluss erhielt. Mit einer Arbeit zur Synthese von Isoflavonen folgte 1924 die Promotion bei dem späteren Nobelpreisträger Robert Robinson. 1927 wurde er von William Henry Perkin junior an das Dyson Perrins Laboratory in Oxford berufen. Von 1928 bis 1944 hatte er einen Lehrauftrag an der University of Oxford. 1945 wurde Baker als Nachfolger von Edmund Hirst auf den Alfred-Capper-Pass-Lehrstuhl für Organische Chemie der Bristol University berufen, den er bis zu seinem Ruhestand 1965 innehatte. Von 1948 bis 1951 war er Dekan der Fakultät für Naturwissenschaften. 
Seit 1946 war Wilson Baker Mitglied der Royal Society, in der er verschiedene Funktionen ausübte, unter anderem von 1957 bis 1959 als Vizepräsident. Er war Mitglied der International Union of Pure and Applied Chemistry (IUPAC) und war in diesem Rahmen an der Veröffentlichung der 1961 erschienenen Regeln für die Nomenklatur organischer Verbindungen beteiligt.
Baker war, wie bereits seine Eltern und die Vorfahren seiner Frau, Mitglied der Quäker. Er war Mitbegründer des Oxford Committee for Famine Relief, welches das Ziel verfolgte, die Hungersnot in Griechenland als Folge der deutschen Besatzung zu lindern. Aus dieser Vereinigung entwickelte sich die Hilfs- und Entwicklungsorganisation Oxfam.

## Wissenschaftliches Werk
Die wissenschaftlichen Publikationen Bakers umspannen einen Zeitraum von 60 Jahren. Er beschäftigte sich mit Chelatkomplexen und Einschlussverbindungen. Während seiner Zeit in Oxford forschte er gemeinsam in einem Team mit Edward Abraham, Ernst Boris Chain und Robert Robinson an Penicillinen. Wilson Baker beschäftigte sich mit Naturprodukten, insbesondere den Flavonoiden. Er entdeckte die Baker-Venkataraman-Umlagerung – zeitgleich und unabhängig von Krishnasami Venkataraman.
Wilson Baker forschte auf dem Gebiet der konjugierten carbocyclischen und heterocyclischen Verbindungen. Gemeinsam mit William David Ollis prägte er den Begriff mesoionische Verbindungen. Die Baker-Ollis-Sydnon-Synthese ist nach den beiden Forschern benannt.

## Auszeichnungen
- Medaille der Société Chimique de Belgique